# 丹维尔 (加利福尼亚州)
丹维尔（英語：Danville），是美国加利福尼亚州康特拉科斯塔县下属的一个镇。于1982年7月1日建镇。面积约为46.7平方公里，根据2010年美国人口普查，该镇有人口42,039人。